# Utricularia mangshanensis
Utricularia mangshanensis — вид рослин із родини пухирникових (Lentibulariaceae).

## Біоморфологічна характеристика
Це однорічна літофітна рослина. Ризоїди короткі, прості; столони капілярні, прості або розгалужені. Пастки на столонах або біля краю листкової пластинки, на ніжках, яйцюваті, 0.6–0.9 мм. Листки численні, від основи квітконосу і столонових вузлів, на ніжках чи сидячі, 8–22 × 1–2.5 см, голі, пластина від лінійної до зворотно-яйцюватої, плівчаста, основа послаблена, край цільний або на більших листках неправильно і перисто-роздільний або лопатевий, верхівка закруглена. Суцвіття прямовисні, 3–6 см, 1- або 2(або 3)-квіткові, голі. Частки чашечки нерівні; нижня частка від яйцюватої до еліптично-довгастої, верхівка зазвичай вирізана; верхня частка широко-яйцювата або серцеподібна, 1.5–2 мм, верхівка гостра. Віночок білий із жовтою крапкою на горлі.

## Поширення
Ендемік Хунаню, Китай.
Зростає серед моху на мокрих скелях; на висотах від 700 до 800 метрів.